# Fumimaro Konoe
Fumimaro Konoe (近衞 文麿, Konoe Fumimaro), né le 12 octobre 1891 à Tokyo et mort suicidé le 16 décembre 1945 dans la même ville, est un traducteur, journaliste, diplomate, penseur politique et homme d'État japonais.
Il est principalement connu pour avoir exercé la charge de Premier ministre du Japon de 1937 à 1939, puis de 1940 à 1941.

## Biographie
Sous sa tutelle sont publiés les deux principaux ouvrages de propagande du régime Shōwa : Kokutai no hongi, « Les Fondements de la politique nationale » (1937) et Shinmin no michi, « La Voie des sujets » (1941).
En 1938, son gouvernement promulgue une « Loi sur la Mobilisation nationale » destinée à mobiliser l'empire dans la guerre contre la Chine en accordant un budget illimité à la fabrication d'armements, en assurant le contrôle de l'État sur toutes les institutions civiles, y compris les syndicats, en nationalisant les principales industries et les médias.
Cette mesure est suivie en 1940 par l'instauration de l’Association de Soutien à l'Autorité Impériale ainsi que par l'adoption d'une « Loi nationale sur l'eugénisme » et du concept de la sphère de coprospérité de la Grande Asie orientale et la conclusion, le 27 septembre, du Pacte tripartite avec l'Allemagne et l'Italie.
Il démissionne en octobre 1941, convaincu d'avoir perdu la confiance de l'empereur Shōwa et incapable d'empêcher le déclenchement de la guerre de la Grande Asie orientale. Il recommande comme successeur le prince Naruhiko Higashikuni mais l'empereur rejette cette recommandation, lui préférant Hideki Tojo.
Avec l'impératrice Teimei, les princes Nobuhito Takamatsu, Yasuhiko Asaka et Naruhiko Higashikuni, Konoe est l'un des artisans de la destitution de Hideki Tojo par Hirohito en 1944. En février 1945, il conseille à ce dernier de prendre des mesures immédiates pour mettre un terme à la guerre mais selon le grand chambellan Hisanori Fujita, cette recommandation est fermement rejetée par l'empereur en quête d'une dernière grande victoire.
Ayant refusé de collaborer avec l'équipe de Douglas MacArthur pour faire en sorte que Hirohito et la famille impériale soient exonérés de poursuites criminelles devant le Tribunal de Tokyo, il se suicide le 16 décembre 1945 pour éviter de se voir lui-même assigné devant la justice internationale.

### Famille et vie privée
Fumimaro Konoe est né le 12 octobre 1891 à Tokyo au sein de la noble famille Konoe, l'une des principales branches de l'ancien clan Fujiwara, faisant ainsi de Konoe le « chef de la maison noble la plus prestigieuse et la plus élevée du royaume ». Les Konoe se sont constitués en branche indépendante du clan Fujiwara lorsque le shogun Minamoto no Yoritomo le scinda en cinq maisons régentes (五摂家, Go-sekke). L'historienne japonaise Eri Hotta décrit les Konoe comme les « premiers parmi les go-sekke ». Fumimaro est leur 29ème chef.
Son père, le duc Atsumaro, est un homme politique très en vue de l'ère Meiji, fondateur de la société anti-Russie (ja), créée en août 1903.
Sa mère est décédée alors qu'il est très jeune. À la suite de cela, son père se remarie avec sa sœur, que Fumimaro prend pour sa mère biologique pendant des années. En 1904, soit peu de temps après le décès de son père, il découvre que celle-ci n'est que sa tante.
À la mort de son père, Fumimaro hérite des dettes familiales conséquentes. Il est cependant en mesure de les régler grâce au soutien financer du zaibatsu Sumitomo et à la vente aux enchères d'une partie de son héritage.
Fumimaro n'est pas le seul Konoe talentueux de sa génération. En effet, pour ne citer que lui, son petit-frère, Hidemaro, est un chef d'orchestre renommé, fondateur de l'Orchestre symphonique de la NHK.
À la fin des années 1910, Fumimaro Konoe conçoit un enfant illégitime avec sa geisha dénommée Kiku.

### Études

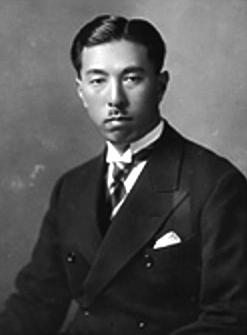
Le jeune Konoe.

Fumimaro Konoe effectue ses études primaires et secondaires à Tokyo, respectivement à Taimei (ja) et à Gakushūin, dont il sort diplômé en 1912. Peu de temps après, il s'inscrit à la faculté de philosophie de l'université impériale de Tokyo, où il s'ennuie profondément, ce qui le pousse à aller étudier à l'université impériale de Kyoto. Là-bas, il est fasciné par les cours d'économie marxiste de Hajime Kawakami et de sociologie de Shotaro Yoneda (ja). Développant un grand intérêt pour le socialisme, il entreprend de traduire L'Âme de l'homme sous le socialisme d'Oscar Wilde en 1914. Rapidement, il tente de faire publier sa traduction dans un numéro de la revue Shinshicho (ja), mais celui-ci est censuré (on ignore si c'est la traduction de Konoe qui est à l'origine de la censure).
Lors de son séjour estudiantin à Kyoto, il se lie d'amitié avec Kōichi Kido, Kumao Harada (ja), Nobutsune Oda (ja) et Kotora Akamatsu (ja). C'est également au cours de celui-ci, en 1913, que Fumimaro Konoe rencontre le Premier ministre démissionnaire Saionji Kinmochi au Seifuso (ja). Ce dernier le prend immédiatement sous son aile et en fait son protégé.

## Carrière politique

### Conférence de paix de Paris

#### Préparation de la conférence (1918-1919)
Le 15 décembre 1918, soit quelques semaines avant le début de la conférence de la paix de Paris, Fumimaro Konoe fait publier dans la revue Le Japon et les Japonais (ja) un article intitulé Rejeter la paix anglo-américano-centrée (英米本位の平和主義を排す, Eibei hon'i no heiwa shugi o haisu). Dans cet article aux relents pamphlétaires, il accuse les pays occidentaux de défendre hypocritement la démocratie, la paix et le droit des peuples à disposer d'eux-mêmes en promouvant simultanément des pratiques allant à leur encontre, notamment l'impérialisme et le racisme. Le journaliste antijaponais Thomas Franklin Fairfax Millard (en) s'empresse de faire traduire son article et de publier une réfutation de ce dernier. L'ayant lu, Saionji Kinmochi, qui dirige la délégation japonaise censée se rendre à Paris, décide de censurer son protégé, jugeant ses positions beaucoup trop radicales. Cependant, ce point de vue n'est pas du goût de tout le monde et l'article de Konoe est reçu positivement dans de nombreux pays, y compris en Chine où le jeune homme est reçu personnellement par Sun Yat-sen à la mi-janvier 1919 alors que la délégation nippone fait escale à Shanghai. Lors d'un dîner, ils échangent leurs idées autour du pan-asianisme.

#### Proposition d'abolir la discrimination raciale (1919-1920)
Konoe s'illustre lors de la conférence de la paix de Paris en soutenant ardemment la proposition d'abolir la discrimination raciale qu'il tente d'inclure dans le pacte de la Société des Nations. Celle-ci reçoit le soutien de la majorité des délégations présentes à la conférence (11 votent pour, 5 s'abstiennent et 1 est absente) mais est rejetée par le président américain Woodrow Wilson, fervent partisan de la ségrégation raciale aux États-Unis, qui estime que les questions de principe doivent être approuvées à l'unanimité pour pouvoir figurer dans le pacte. Bien que les autres exigences nippones (essentiellement la reconnaissance des conquêtes territoriales au Shandong et dans le Pacifique) soient toutes satisfaites par le traité de Versailles, le rejet de la proposition d'abolir la discrimination raciale affecte profondément Konoe qui se met à développer une forte rancune à l'égard des Blancs.
Finalement, pour Konoe, la Société des Nations n'est rien de plus qu'un moyen d'institutionnaliser un statu quo profondément inique à savoir l'hégémonie coloniale des pays occidentaux.

### À la Chambre des pairs
De retour de Paris, Fumimaro Konoe est approché à la Chambre des pairs (où il siège en tant que duc depuis son vingt-cinquième anniversaire) par la faction militariste et conservatrice du kenkyūkai (ja) qui tente de l'embrigader et qu'il finit par rejoindre en septembre 1922. Avant cela, Konoe tentait de rester éloigné des factions (de peur qu'une affiliation partisane ne nuise à ses privilèges) et pensait que la Chambre des pairs devait rester neutre vis-à-vis de ces dernières. De ce fait, il a apporté son soutien au gouvernement (ja) de Hara Takashi, pourtant issu du seiyūkai (faction rivale du kenkyūkai).
Le 29 janvier 1924, une partie des membres du seiyūkai font scission et fondent le seiyūhontō (en), partisan du Premier ministre Kiyoura Keigo et de son gouvernement (ja) composé de pairs. Le  seiyūkai, qui n'est plus en mesure de gouverner seul l'Empire, fait donc alliance avec le kenseikai et le club Kakushin (en) pour former un gouvernement de coalition dirigé par Katō Takaaki. Konoe appuie certaines initiatives de ce dernier, notamment l'instauration du suffrage universel masculin, qu'il perçoit comme le seul moyen de conserver les privilèges de la noblesse (kazoku) en canalisant le mécontentement populaire et en prévenant une révolution violente. Les dissensions entre lui et le kenkyūkai se faisant alors de plus en plus grande, il le quitte en novembre 1927 pour fonder sa propre faction, la kayōkai (ja), avec Kōichi Kido et Tokugawa Iesato. C'est à cette époque-là que Konoe prend ses distances avec son ancien mentor, Saionji Kinmochi.
Au tournant des années 1920-1930, Fumimaro Konoe gagne considérablement en popularité. Son rang social (il est le chef d'une des cinq maisons régentes), son haut degré d'éducation (il est diplômé du supérieur et a étudié dans deux universités impériales), son apparence physique (il mesure plus d'1m80, ce qui est considérable pour un Japonais, et est très soigné) et son opposition à la diplomatie coopérative vis-à-vis du Royaume-Uni et des États-Unis font de lui un des hommes politiques les plus appréciés du public japonais, rapidement vu comme un potentiel Premier ministre.
En 1931, il accède à la vice-présidence de la Chambre des pairs. 

#### Président de la Chambre (1933-1937)

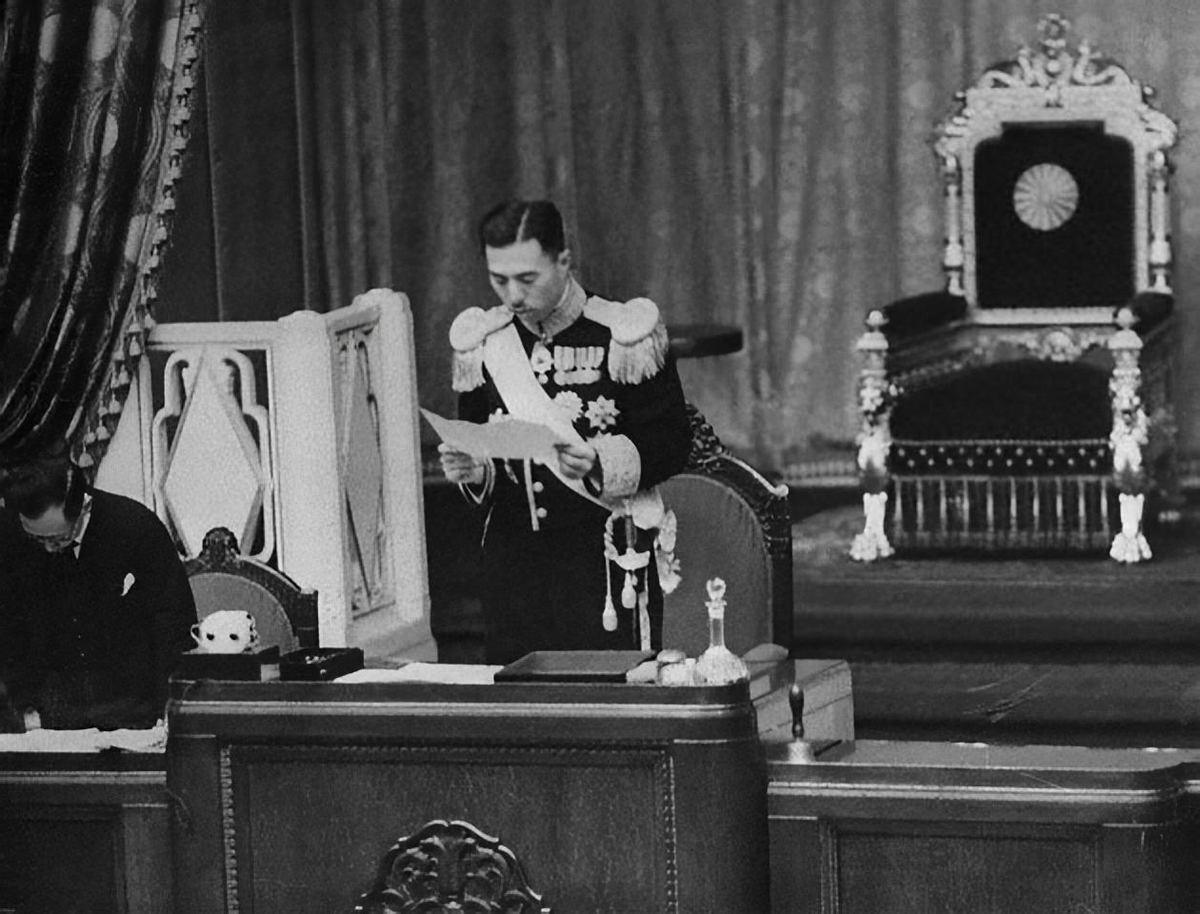
Konoe procède à la lecture d'un rescrit impérial lors de l'ouverture d'une séance plénière de la Chambre des pairs en 1936.

En 1932, les partis perdent le contrôle du gouvernement à la suite de l'incident du 15 mai. L'assassinat du Premier ministre Inukai Tsuyoshi au cours de ce dernier laisse place à une période où l'Empire est gouverné par des alliances successives entre factions militaires et élites politiques ultranationalistes. C'est dans ce contexte trouble que Konoe devient  président (ja) de la Chambre des pairs le 9 juin 1933. Il se sert rapidement de son nouveau poste pour jouer les médiateurs et accroître ainsi son influence politique.
Pendant ce temps-là, il envoie son fils aîné Fumitaka étudier à l'étranger, une chance que Fumimaro n'avait pas eu contrairement aux autres nobles de son époque car il était relativement pauvre pour sa classe sociale en raison des dettes de son père. Au printemps 1934, il rend visite à son fils, étudiant à l'université de Princeton. Cette visite, au cours de laquelle il rencontre le président Roosevelt et le secrétaire d'État Cordell Hull (qui selon lui ignorent complètement l'Extrême-Orient) accentue son antiaméricanisme, Fumimaro étant dégouté par le racisme (notamment antijaponais) et l'égoïsme qu'il observe dans la société américaine. Il commence également à tenir les États-Unis pour responsables du désastre économique mondial. Dans un discours prononcé en 1935, Konoe déclare que la « monopolisation » des ressources par l’alliance anglo-américaine doit prendre fin et être remplacé par un « nouvel accord international » pour aider les pays comme le Japon à prendre soin de leur population croissante. Si ses positions sur les questions de politique intérieure ont pu évoluer, parfois même radicalement, celles sur les questions de politique internationales sont restées les mêmes qu'exprimées deux décennies auparavant à Versailles : il croit toujours que le Japon est l’égal et le rival des pays occidentaux, qu'il a le droit de s'étendre en Chine pour des questions de « survie » et que les « puissances anglo-américaines sont des hypocrites cherchant à imposer leur domination économique sur le monde »,.

### Au poste de Premier ministre

#### Accession à la fonction (1936-1937)
Le 4 mars 1936, Konoe rencontre son ancien mentor Saionji Kinmochi au ministère de la Maison impériale (en). Ce dernier envisage alors de recommander Konoe à l'empereur pour qu'il succède à Keisuke Okada en tant que Premier ministre. Mais Konoe décline sa proposition, officiellement pour des raisons de santé, officieusement car il ne supporte pas les purges au sein de l'armée visant la faction de la voie impériale (dont il est proche) après l'incident du 26 février. Lorsque Ichiki Kitokurō propose plutôt Kōki Hirota, Saionji Kinmochi s'aligne immédiatement sur sa proposition et demande à Shigeru Yoshida de convaincre Hirota d'accepter cette charge par l'intermédiaire de Konoe. Libéral, Hirota envisage de nommer Yoshida au poste de ministre des Affaires étrangères, mais ses plans sont rapidement contrariés par les militaires et notamment le comte Hisaichi Terauchi. La violente altercation de celui-ci avec le député libéral Kunimatsu Hamada (ja), le 21 janvier 1937, entraîne la chute du gouvernement Hirota (ja) quelques jours plus tard. Le libéral Kazushige Ugaki échoue à former un gouvernement pour lui succéder en raison de l'opposition de l'Armée impériale. À la place, c'est Senjūrō Hayashi qui accède au poste de Premier ministre mais il finit par démissionner quatre mois plus tard. Konoe est alors pressenti pour lui succéder.  Saionji Kinmochi, de plus en plus exaspéré par son comportement (il se serait déguisé en Hitler à une fête costumée précédent le mariage de sa fille), consent néanmoins à le recommander à l'empereur, qui accepte sa nomination, effective le 4 juin 1937.

#### Premier mandat (1937-1939)

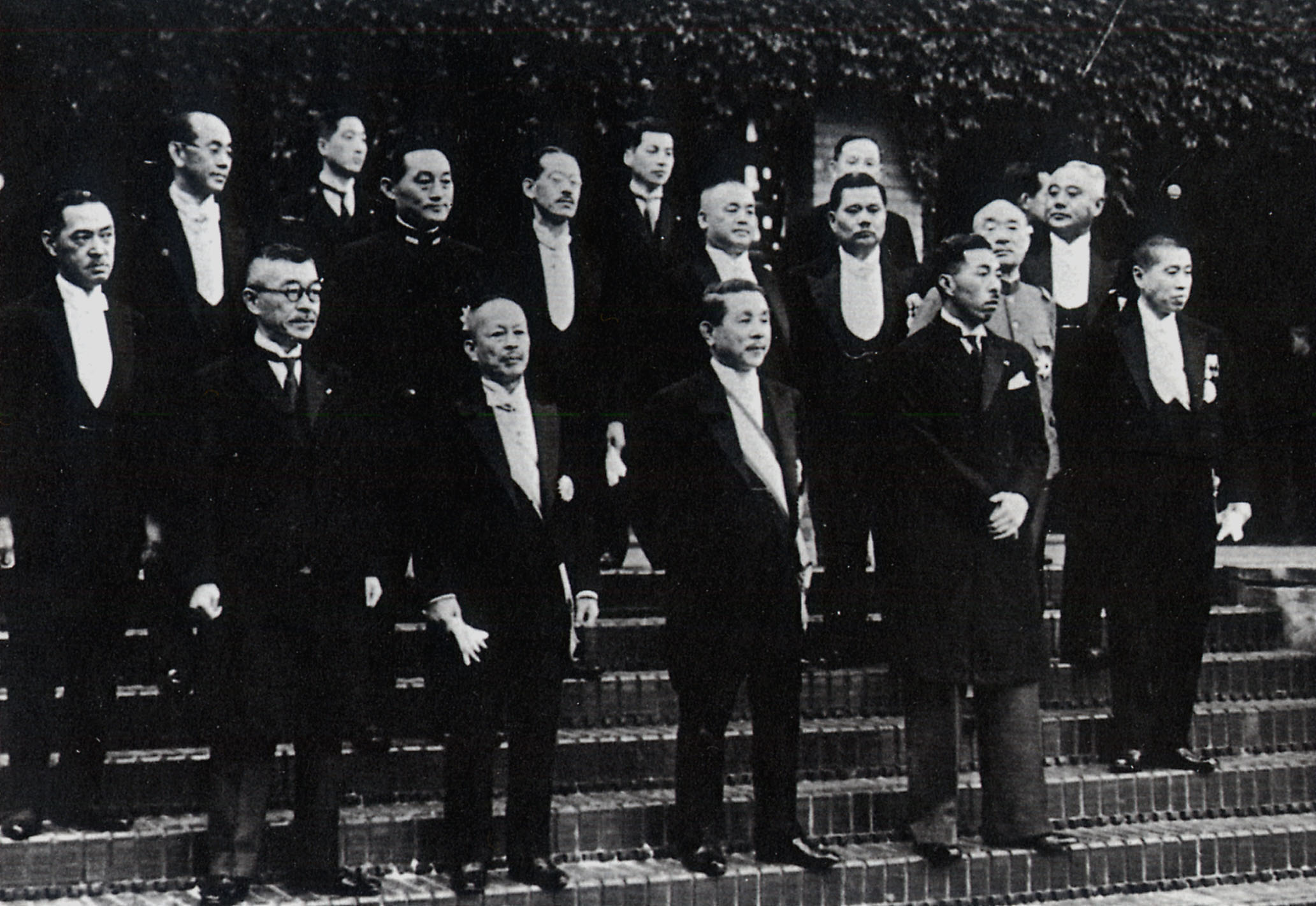
Photographie officielle du premier gouvernement Konoe en juin 1937.

Âgé de 45 ans, 7 mois et 23 jours, lorsqu'il devient Premier ministre du Japon en 1937, il est la plus jeune personne à occuper cette fonction depuis Itō Hirobumi (44 ans, 2 mois et 6 jours) en 1885.
Le premier gouvernement qu'il constitue (ja) est très hétéroclite puisque composé de militaires (notamment Hajime Sugiyama et Mitsumasa Yonai qui sont reconduits dans leurs fonctions respectives de ministres de la Guerre et de la Marine) et de membres du minseitō, du seiyūkai et surtout de l'association de recherche Shōwa (à l'image du ministre de l'Agriculture et des Forêts Yoriyasu Arima et du secrétaire général Akira Kazami (en)). Ce dernier est accueilli favorablement par l'Armée impériale et les industriels ainsi que par la population qui voit en Konoe un homme capable de mettre fin à l'instabilité qui règne dans le pays du Soleil-Levant depuis le début de la décennie.
Konoe passe le mois qui sépare son entrée en fonction (4 juin 1937) du déclenchement de la seconde guerre sino-japonaise (7 juillet 1937) à gracier des membres du Parti communiste condamnés au titre de la loi de Préservation de la Paix de 1925 (dont son ancien professeur Hajime Kawakami) ainsi que des soldats impliqués dans l'incident du 26 février. Konoe justifie ce « grand pardon », tel que théorisé par Sadao Araki, par une volonté de « réconcilier les différentes opinions du Japon », ce qui en surprend plus d'un, à commencer par son ancien mentor Saionji Kinmochi.

##### Déclenchement de la seconde guerre sino-japonaise
Le 4 juillet 1937, le Japon informe la Chine de son intention de conduire des exercices militaires à proximité du pont Marco-Polo dans les prochains jours. Si la Chine ne donne pas son accord, le protocole de paix Boxer signé en 1901 permet au Japon de les organiser et ses troupes commencent ainsi à s'entraîner le 6 juillet. Mais le lendemain, le soldat Shimura Kikujiro manque à l'appel du soir. Un de ses supérieurs hiérarchiques demande alors au commandant chinois Ji Xingwen la permission d'entrer dans le comté de Wanping pour partir à sa recherche. La requête est poliment rejetée et l'Armée impériale japonaise utilise aussitôt ce refus comme prétexte pour attaquer militairement la Chine. 
Le gouvernement Konoe tente cependant de calmer la situation et opte le 9 juillet pour une politique de non-expansion, qui est confirmée dès le surlendemain par la signature d'un cessez-le-feu. Une telle approche peut en partie s'expliquer par le fait que l'état major japonais considère que l'Empire n'a pas encore la capacité de mener une guerre de grande envergure contre la Chine. Ainsi, le 18 juillet, le chef du Bureau des opérations de l’état-major général de l'armée, le général Kanji Ishiwara, avertit le ministre de la Guerre Hajime Sugiyama et son adjoint Yoshijirō Umezu en ces termes : « Si nous poursuivons notre entrée dans la guerre sino-japonaise, nous tomberons dans un marécage sans fond tel Napoléon lors de la guerre d'Espagne. » Pour régler au plus vite la situation entre les deux pays, Ishiwara propose donc la tenue d'un sommet Chine-Japon mais celui-ci est annulé au dernier moment par Konoe, conscient que la ligne d'Ishiwara reste minoritaire au sein de l'armée. Cette impression tend d'ailleurs à se confirmer avec l'arrestation de Ryusuke Miyazaki (ja) (un avocat chargé par Konoe de négocier la paix avec Tchang Kaï-chek) par la Kenpeitai dans le port de Kobe le 24 juillet.   
Progressivement, la machine de guerre nippone se met en branle : des nouveaux fonds sont débloqués pour l'armée (10 millions de yens le 17 juillet après l'incident du pont Marco-Polo et 97 millions de yens le 26 juillet après l'incident de Langfang) et des troupes supplémentaires envoyées en Chine septentrionale. Les hostilités reprennent le 20 juillet avec des manœuvres japonaises très désordonnées (chaque régiment rivalisant pour « réussir les coups d'éclats les plus spectaculaires ») mais qui ne tardent pas à porter leurs fruits puisque Tianjin et Pékin tombent dans les semaines suivantes.